# バティヴァカロロアテザ優海
バティヴァカロロアテザ優海（2000年1月1日 - ）は、日本の女子ラグビーユニオン選手。

## プロフィール
- 東京都出身[1]。
- ポジションはプロップ(PR)、センター(CTB)。
- 身長 162cm、体重 62kg
- 姉のバティヴァカロロライチェル海遥もラグビー選手[2]。

## 略歴
2018年、都立石神井高校卒業後、立正大学に入る。
2022年、立正大学卒業後、ながとブルーエンジェルスに加入。同年9月ラグビーワールドカップセブンズ2022の7人制女子日本代表に選ばれた。